# Puelenje
Puelenje, oficialmente San Juan de Puelenje. Es un centro poblado bajo jurisdicción del municipio de Popayán. Ubicado hacia el sur de esta ciudad, forma parte del área metropolitana de Popayán, considerado uno de los pueblos más antiguos de Colombia debido a que su fundación se fecha hacia el año 1537.
Inicialmente se estableció como un pueblo de indios que con el paso de los años adquirió importancia por encontrarse en el camino hacia las minas de oro de la Provincia de Chisquío (hoy municipio de El Tambo (Cauca)). Desde la fundación de Puelenje sus habitantes fueron en su mayoría indígenas que ejercían oficios como la artesanía, alfarería, ganadería, mampostería y agricultura. Por lo que actualmente el corregimiento provee parte del abastecimiento de productos agrícolas.
Puelenje fue declarado como la primera Área de Desarrollo de Economía Naranja del departamento del Cauca y de la ciudad de Popayán, el 7 de diciembre de 2021. Acto presidido por parte de la viceministra de economía naranja del gobierno de Colombia Adriana Padilla Leal y el alcalde de Popayán, Juan Carlos López Castrillón. Teniendo en cuenta el potencial gastronómico, guarapo, chirimía, artesanía y religioso con la festividad del Amo Jesús.

## Elementos identitarios

### Toponimia
En el siglo XVI Inicialmente el lugar recibió el nombre de Puellensi de Buena vista, pero con la refundación en el año 1745 se le cambió su nombre al estilo español. 
En este sentido el corregimiento adquirió un nombre compuesto como era tradición en la mayoría de fundaciones españolas en América. Donde se usaba el nombre de un santo o de una devoción católica con una palabra o vocablo de origen indígena.
Por lo que el nombre del corregimiento se compuso a partir de la refundación del año 1745 así:
San Juan: Se debería en honor a Don Juan del Valle primer obispo de la diócesis o a San Juan Bautista, uno de los santos patronos auxiliares de la ciudad de Popayán. Con relación a este último, la marquesa de San Miguel de la Vega, Dionisia Pérez Manrique quien fuera propietaria de las tierras de Puelenje en el siglo XVIII, tuvo especial devoción. Cabe resaltar que la iglesia de este lugar también se intitulo a dicho santo. 
Puelenje (originalmente Puellensi; Lengua no clasificada): corresponde al nombre del cacique Pubenense que habitaba este lugar y cuyo significado sería soldado, debido a que este punto era una defensa militar de la Popayán prehispánica. El descendiente del cacique Puelenje estuvo presente en la refundación del pueblo en el año 1745 con su capitán de indios; Chiribío tal como consta en documentos del Archivo Central del Cauca.
El nombre de este lugar ha sufrido diferentes degeneraciones a lo largo de su historia: 
- Puellensi.(documento de encomienda año de 1539)[3]
- Puelenxe (documento de encomienda año de 1607)
- Puelenge (documento de encomienda año de 1635 - 1670)
- Puelenguer (documento de encomienda año de 1670)

## Geografía física

### Localización
Puelenje está ubicado en las coordenadas 2°26′06″N 76°37′32″O, en el municipio de Popayán, Departamento del Cauca. Colombia. Geográficamente está ubicado en el valle de Pubenza, a una altitud de 1770 m s. n. m. y una superficie de 3261 km².

## Historia
Después de que en 1533 el conquistador Francisco Pizarro se deshiciera del emperador Inca Atahualpa, él y parte de sus tropas españolas decidieron marcharse hacia el sur, a la toma del Cuzco. Dejando al conquistador Sebastián de Belalcázar en Villa de Puira quien organizó un ejército de españoles para la conquista del norte del imperio acompañado de un grupo de Yanaconas.
En 1535 Sebastián de Belalcázar se dirige hacia el norte del continente, llegando a territorio de lo que hoy se conoce como Timbío con 100 españoles, entre los que se destacaba Juan de Ampudia y Pedro de Velasco. En este sitio logra vencer a 3000 indígenas Pubenenses asentados en dicho lugar. Pero fue necesario regresar a Quito y en 1536 después de un año regresaron con 6000 yanaconas más que fueron servidumbre para la carga de armas, comida, enseres y demás cosas con las que viajaba la tropa española y con los que pretendía asegurarse la victoria militar en el valle de Pubenza. 
Es así como se logra la fundación de Popayán en 1537 y creada dicha ciudad se procedió a repartir a los Yanaconas en estos espacios geográficos de la recién creada ciudad por  ser demasiados. De este modo los Yanaconas fundan o se establecen en los denominados pueblos de indios con ayuda de sus encomendaderos.
Para el caso de Puelenje, según la documentación de la parcialidad indígena de Puelenje que reposa en el Archivo Central del Cauca, El capitán español Pedro de Velasco compañero de Sebastián de Belalcazar recibe como pago por su trabajo las tierras donde hoy está ubicado el poblado Puelenje. Así mismo dichos documentos afirman que en el lugar había un pequeño grupo de indígenas Pubeneses que habrían sido mezclados con los Yanaconas que trajeron los conquistadores. 
Entre 1538 y 1539 Lorenzo de Aldana  como gobernador interino de Popayán asignó al Capitán Pedro de Velasco y Martínez la encomienda de los Coconucos conformada por los Cacicazgos de (Coconuco,  Cajibío, Cimarrones, San Pedro de Cubalo, Puracé, Poblazón, Chiribío y Puelenje) Aunque la encomienda no fue nunca título de tierras, el 2 de enero de 1582 se convierte en titular de las tierras de Puelenje por medio de un documento que le otorga el gobernador Sancho García del Espinar. Esto lo obligó a impartir la fe Cristiana y aplicar un buen trato a los indios según las Leyes Nuevas.
Con la muerte de dicho Capitán en 1570, la encomienda es heredada a su hijo Pedro de Velasco y Zúñiga quien la tiene hasta 1617 año de su muerte. Para ser recibida por sus descendientes como consta en la Real cédula fechada en Madrid el 18 de marzo de 1670. En dicho documento se ratifica al alférez Iñigo Lucas de Velasco y Zúñiga nieto de Pedro de Velasco, como Alcalde de Popayán y nuevo encomendero de Puelenje, debido a la muerte de su hermano Carlos Nicolás de Velasco. Por medio de esta real cédula también es separado Puelenje de la encomienda de los Coconucos.
El último descendiente del capitán Velasco en tener la propiedad y control de Puelenje fue Carlos de Velasco (siglo XVIII) quien contrajo matrimonio con Dionisia Pérez Manrique. Carlos velasco falleció dejando su herencia a su esposa, quien después contrajo matrimonio con el marqués de San Miguel de la Vega Don Baltasar Carlos Pérez de Vivero que años más tarde falleció dejando viuda a Dionisia Pérez Manrique.
Con la muerte de Dionisia Pérez Manrique estos terrenos fueron heredados a los indios de Puelenje y al Colegio de la Compañía de Jesús a quienes la marquesa pidió hacer valer y respetar los derechos a los indios sobre las tierras. Todo esto se da después de que Cristóbal Enrique de Mañosca, quien ocupaba el cargo de la Protectoria de indios de la gobernación de Popayán iniciara un pleito judicial en 1741.
El 10 de marzo de 1745 el gobernador de Popayán, José Francisco Carreño ordenó al teniente José de Mosquera Figueroa la fundación oficial del pueblo de San Juan de Puelenje y con ello la edificación de una nueva iglesia donde se encontraba la anterior, bajo la advocación de San Juan Bautista. El diseño del templo fue obra del padre Lucas Bruno de Palta, rector del colegio de la Compañía de Jesús. Las campanas las mandó a traer desde Quito en 1745 para la nueva iglesia, Don Juan Alonso de Velasco (descendiente del capitán Pedro de Velasco).
Con este pleito judicial se definieron los límites legales del territorio del pueblo de Puelenje así:
- Norte: Limita con la Ciudad de Popayán. Amagamiento con la hacienda La Ladera.
- Sur: Río Antomoreno.
- Este: Camino Real que va desde la ciudad de Popayán para Quito.
- Oeste: Puerta Chiquita de Figueroa.

### Fin del resguardo indígena
Por circular 223 de 1913 de la Gobernación del Cauca se ordenó el censo como medida preliminar de división de los resguardos Indígenas. La zona central se registró de la siguiente manera: En Popayán con los resguardos de Calibio, Julumito, Poblazon, Puelenje, Santa Bárbara y Yanaconas.
En 1920 de acuerdo a la ley 104 de 1919 se levantó el censo de los cabildos de Calibio, Julumito, Poblazon, Puelenje, Santa Bárbara, Yanaconas, Piagua, Achintes y Tunía para proceder a su posterior división. Se generó un repartimiento de terrenos y el cabildo de la parcialidad de los indios de Puelenje desaparece según escritura 629 de la Notaria segunda de Popayán de diciembre de 1926. Que se encuentra en el Archivo central del Cauca.
Con un acta firmada por; José Tobar, Marcelino Sánchez, Manuel Mera, Aniceto Lemos, Maximiliano Pajoy, Lorenzo Velasco, Estanislao Pajoy y Eulogio Mera. Últimos miembros y líderes posesionados del Cabildo de la Parcialidad de los Indios de Puelenje, se acuerda ceder a la iglesia de Puelenje la extensión de casi un Hectárea en Tierra para que esta supliera sus necesidades económicas. Aduciendo que los indios de Puelenje todos eran fieles devotos católicos y que la iglesia en este pueblo estaba desde tiempos "inmemorables"(SIC). Esta acta es anexada a la escritura de repartición y dada a conocer al párroco de la Iglesia de San Francisco (Popayán) quien era párroco también de la iglesia de Puelenje. Acta fechada el 2 de diciembre de 1913.

## Transportes
Las vías de la zona de Puelenje se originaron como caminos de herradura y su trazado se dio por el filo de las colinas. En la actualidad estos caminos se convirtieron en vías, algunas pavimentadas, por las cuales se facilita la movilidad de peatones, bicicletas, motocicletas, automóviles y busetas de transporte público. El sistema vial de Puelenje lo constituyen una serie de vías que confluyen a los puntos conocidos como “Cruceros”. La vía que conduce hacia el corregimiento de Figueroa también conduce hacia el El Tambo (Cauca).
El servicio de transporte público es urbano, se presta por medio de la empresa de transporte Sotracauca, la cual posee tres rutas que circulan con una frecuencia promedio de diez minutos. Este servicio es uno de los elementos que permite el comportamiento del corregimiento como un barrio más de la ciudad. El punto de control está localizado en la intersección vial del Crucero de Puelenje. Las rutas conectan con la vía Panamericana y la variante Panamericana con las veredas cercanas de Torres y Figueroa, y los circuitos siempre llevan a la ciudad. El servicio de taxi se presta normalmente desde la ciudad hasta el corregimiento.

## Distrito creativo
Puelenje fue declarado como la primera Área de Desarrollo de Economía Naranja del departamento del Cauca y de la ciudad de Popayán, el 7 de diciembre de 2021. Acto presidido por parte de la viceministra de economía naranja del gobierno de Colombia Adriana Padilla Leal y el alcalde de Popayán, Juan Carlos López Castrillón. Participaron también los secretarios de cultura municipal Luis Miguel Zambrano Velasco y las coordinadoras de turismo, Monika Anacona y cultura Maricela Cárdenas, líderes sociales y gestores culturales de Puelenje.
Se declaró con el nombre de San Juan de Puelenje, teniendo en cuenta que todo lo relacionado con la cultura y el patrimonio en este lugar es fruto del mestizaje español indígena que dejó el periodo virreinal en esta zona de Colombia.
Entre los principales aspectos que su tuvieron en cuenta para recibir esta declaratoria se encuentran:
- Alto potencial en establecimientos gastronómicos que incluyen restaurantes y toldas de comida.
- El guarapo como bebida tradicional hecha a base de caña de azúcar y su tradición oral.
- La chirimía que corresponde a conjuntos musicales que entonan bambucos, pasillos, rajaleñas entre otros ritmos autóctonos. Además se destaca su tradición oral.
- Festividad religiosa del Amo Jesús de Puelenje que congrega gran cantidad de feligreses católicos en el mes de agosto. Contando con su Museo parroquial.
- Ruta turística San Juan de Puelenje.
- Presencia de artesanos con potencial en elaboración de instrumentos musicales, tejidos, pesebrismo, entre otros.
- Presencia de establecimientos para la realización de eventos empresariales, comerciales y familiares.

## Servicios públicos
El corregimiento cuenta con todos los servicios públicos, de sanidad y de transporte por encontrase relativamente incluido en el casco urbano de Popayán.

### Abastecimiento
El corregimiento es abastecido por el Acueducto Rural del río negro, además recibe energía eléctrica de parte de la Compañía Energética de Occidente quien cuenta con la Subestación Sur de electricidad. Hasta el corregimiento llega servicio de gas natural por redes.

### Educación
Puelenje cuenta con las escuelas primarias de San Gabriel Arcángel, Escuela Rural de Alto Puelenje, Escuela Puerta Chiquita adscritas al Colegio República Suiza ubicado en la vereda de Torres, perteneciente al Corregimiento.
Sus habitantes tienen acceso al educación técnica, tecnológica y superior de entidades como el SENA y la universidad del Cauca.

### Salud
El Corregimiento cuenta con Puesto de Salud ubicado en la Plazoleta Principal del Poblado, pero se beneficia de las clínicas y los hospitales de la ciudad de Popayán por su cercanía con ella.

### Seguridad
Por ser un corregimiento de Popayán se encuentra adscrito a la Policía Metropolitana de Popayán quien es la encargada de la seguridad ciudadana de este corregimiento; desde el poblado hasta las veredas que lo conforman.

## Patrimonio

### Religioso
Parroquia Amo Jesús de Puelenje
El corregimiento cuenta con su parroquia principal dedicada al Amo Jesús de Puelenje. Siendo el templo principal y cabeza de parroquia. Actualmente dirigido por la arquidiócesis de Popayán.
La iglesia tiene sus orígenes en este lugar desde el siglo XVI cuando hicieron presencia los misioneros Dominicos y levantaron capilla de paja, sin embargo estos no alcanzaron a edificar el templo  pero si a dotarlo de imágenes y ornamentos e incluso a realizar festividades como la del Amo Jesús y las de los santos Auxiliares tal como consta en la escritura pública del cabildo de Puelenje que se encuentra en los documentos del archivo Central del Cauca.
Cuando los Dominicos dejaron de regentar esta capilla en 1714 por orden del Obispo de Popayán Juan Gómez de Navaz ya esta contaba con campanas y se habían establecido algunas festividades importantes a las que incluso acudían vecinos de Popayán. Pero con la partida de los miembros de dicha orden quedaría el templo sin párroco por lo que el obispo de Popayán asignó un párroco diocesano que no duro sino hasta el año 1744 cuando la marquesa de San Miguel entrega por medio de su testamento estas tierras a los indios de Puelenje y pide al padre Jesuita Lucas Bruno de Sata velar por los derechos de los habitantes de este pueblo.
Es así como en el año 1745 el padre Bruno inicia la construcción del Nuevo templo de Puelenje con ayuda de los nativos del lugar quienes desmontan la capilla de paja y troncos que allí existía para edificar con ladrillo y teja una iglesia sobre el mismo lugar. Con esta iniciativa don Carlos de Velasco mando a trater nuevas campanas de la ciudad de Quito ya que las anteriores habían sido llevadas por los Dominicos al templo de Nuestra Señora del Rosario de Popayán (Hoy en día conocida como iglesia de Santo Domingo).
Dicho templo terminó de construirse ya en el siglo XIX por lo que el 20 de julio de 1855 fue bendecido por el Párroco de Julumito pues su respectiva parroquia ya que Puelenje no contaba con presencia de ninguna orden religiosa pues lo Jesuitas quienes estaban a cargo habían sido expulsados en el año 1767.
Más adelante el templo fue adherido a la parroquia de San Francisco de Popayán hasta la llegada de la comunidad de los padres Redentoristas quienes la administraron por más de tres décadas dejando como legado un cuadro y una escultura de la Virgen del Perpetuo Socorro igual a la que reposa en la iglesia de San José de Popayán.
Debido al terremoto de Popayán del año 1983, el templo sufrió graves averías por lo que se desplomó. Es así como se construye el templo actual, cuya arquitectura se inspiró en la Iglesia de San Francisco de la Montaña (ubicado en Panamá).
Después de esta reconstrucción el templo perdió sus frescos,altares y gran esplendor. Muchas de sus obras se aseguran fueron hurtadas y desaparecidas con la catástrofe natural pese a la defensa que hicieron los feligreses por cuidarlas. Sin embargo, cabe mencionar que el templo aún  alberga distintas obras religiosas de gran valor, entre las que se destacan:
• Amo Jesús de Puelenje. (Imagen quiteña del siglo XVII)
• San Juan Bautista. (imagen quiteña. siglo XVII)
• Santa Bárbara. (Imagen quiteña del siglo XVII)
• Pesebre (sin policromía). (Imagen Quiteña del siglo XVIII)
• Cristos de Altar y sacristía. (Imágenes Quiteña del siglo XVIII)
• Divino Rostro. Donado por el Arzobispo de Popayán Diego María Tamayo con indulgencia de 50 días a quien ore delante de dicha imagen un Credo de los apóstoles.
• Virgen de Fátima con pastorcitos. (Imagen española. siglo XX)
• Divino Niño del 20 de julio. (Imagen Bogotana donada por Guillermo Velasco en el siglo XX)
Así mismo cuenta con un armonio procedente de Alemania que se enmarca en el siglo XIX. Ornamentos sacerdotes y Palio con hilos de oro confeccionados en Valladolid (España). Oleografías del Vía crucis impresas en París (Francia). Entre otros elementos.
Vice parroquia de Nuestra Señora del Rosario de Fatima de Torres
Templo ubicado en la vereda de Torres dedicado a la virgen de Fátima.  Perteneciente a la parroquia de Puelenje.
La historia del templo se remonta a la década de los años 20s cuando se empezó a expandir la devoción a la virgen de Fátima. Es entonces cuando la comunidad formó un comité para la construcción de una capilla. Dicho grupo se denominó “Pro Comité Nuestra Señora de Fátima”.
El templo sería inaugurado y bendecido por el Padre José Laureano Mosquera el 28 de julio de 1952. Ese mismo día se cambió el nombre de este sector al del apellido de un personaje y ciudadano que ayudó a la comunidad (Pedro Antonio Torres). 
A pesar de ser afectado por el terremoto del año 1983, el templo no perdió su arquitectura original. 
Cruces
A lo largo de sus caminos una serie de cruces recuerdan las misiones evangelizadoras en esta región, llevada a cabo inicialmente por los Dominicos, posteriormente por los Redentoristas y finalmente por la Comunidad de los Vicentinos.